# Rumaan Alam
Rumaan Alam (geboren am 9. August 1977 in Washington, D.C.) ist ein US-amerikanischer Autor.

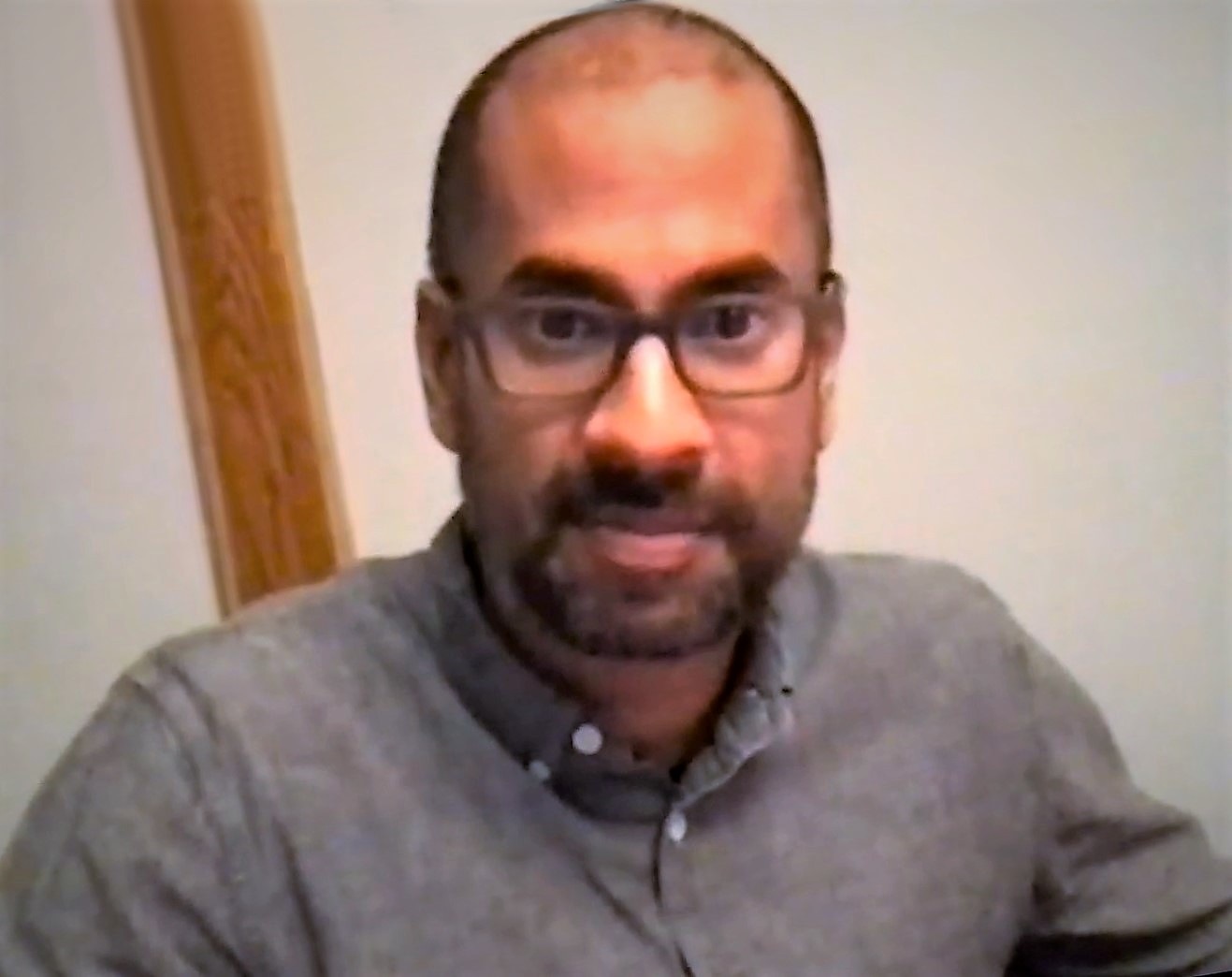
Rumaan Alam (2021)

Alams Eltern wanderten in den 1970er Jahren aus Bangladesh in die Vereinigten Staaten ein, wo Alam in Washington, D.C., aufwuchs. Er studierte Englische Sprache am Oberlin College und zog anschließend mit Anfang 20 nach New York City.
Er ist als Schriftsteller und Journalist tätig und schreibt für The New York Times, The New Yorker und The New Republic. Sein Debüt als Schriftsteller war der Roman Rich and Pretty (2016). Sein Roman Leave the World Behind (im Deutschen Inmitten der Nacht) aus dem Jahr 2020, den er innerhalb von drei Wochen schrieb, wurde im Jahr 2023 verfilmt (→Leave the World Behind).
Er unterrichtet an der Columbia University. Alam hat zwei Kinder.

## Werke
- Rich and Pretty, ecco, 2016, ISBN 978-0-06-242993-3
- That Kind of Mother, ecco, 2018, ISBN 978-0-06-266760-1.
- Leave the World Behind, ecco, 2020, ISBN 978-0-06-266764-9
  - im Deutschen Inmitten der Nacht, btb Verlag, 2023, ISBN 978-3442773244
- Getaway, 2022
- Entitlement, Penguin, 2024, ISBN 978-0-593-71846-9